# Đức Mẹ Lộ Đức
Đức Mẹ Lộ Đức là một trong số nhiều tước hiệu mà người Công giáo dành cho Đức Mẹ Maria. Tước hiệu này xuất phát từ việc Đức Mẹ được cho là đã hiện ra với những cá nhân riêng biệt ở vùng Lourdes (Pháp), được phiên qua âm Việt là Lộ Đức.
Nổi bật nhất là các cuộc hiện ra vào ngày 11 tháng 2 năm 1858 với Bernadette Soubirous, khi đó mới là một bé gái 14 tuổi. Bernadette nói với mẹ rằng đã gặp một "bà đẹp" ở hang núi Massabielle trong khi đang đi nhặt củi với em gái và 1 người bạn. Các cuộc xuất hiện tương tự với hình dạng "người phụ nữ" cũng được báo cáo trên 17 lần nữa trong cùng năm đó.
Bernadette về sau đã được phong thánh bởi Công giáo La Mã. Nhiều người tin rằng việc Đức Mẹ hiện ra với Bernadette được xác thực bởi khả năng chữa bệnh "kỳ lạ" tại suối nước Lourdes. Tước hiệu "Đức Mẹ vô nhiễm nguyên tội" cũng được dùng để ám chỉ người phụ nữ hiện ra này. Hình tượng Đức Mẹ Lộ Đức được thấy ở nhiều thánh đường, nhà cửa và đặc biệt là ở các hang đá mô phỏng hang đá Lourdes.

## Lịch sử
Tổng cộng đã có 18 cuộc "hiện ra" tại hang đá Massabielle từ tháng 2 cho tới tháng 7 năm 1858. Chín lần đầu là vào các ngày 11, 14, 18, 19, 20, 21, 23, 24, 25 tháng 2.
Lần thứ nhất vào buổi trưa ngày 11 tháng 2 năm 1858. Cùng đi với Bernadette có em gái là Marie-Antoinette và bạn gái là Jeanne Abadie. Khi đến trước hang đá Massabielle ở chỗ con kênh giao thoa với sông Gave, Marie và Jeanne lội qua trước để nhặt củi trong hang. Bernadette đang cúi xuống cởi tất để chuẩn bị lội theo.
Bernadette thuật lại như sau: "Thình lình tôi nghe thấy một cái gì đó như tiếng gió vi vu. Tôi ngoảnh đầu lại hướng về phía đồng cỏ gần bờ sông, song cây cối vẫn lặng lẽ, rõ ràng là tiếng động không xuất phát từ chúng. Đoạn tôi nhìn lên và thấy ngay trong động đá một người nữ mặc chiếc áo trắng dễ thương với chiếc dây thắt óng ánh. Trên chân của bà mỗi bên đều có một bông hồng màu vàng nhạt, cùng màu với những hột ở tràng chuỗi mân côi của bà" .
Bernadette giơ tay dụi mắt, rồi nhắm và mở ra, nhưng Bà vẫn ở đó, tiếp tục mỉm cười và ra dấu cho biết cô không lầm. Bernadette thò tay vào túi lấy tràng hạt và quỳ xuống. Khi Bernadette lần hạt xong Bà ra hiệu cho cô lại gần nhưng Bernadette không dám. Khi đó Bà lui vào trong và biến mất cùng với đám mây sáng.
Bernadette muốn giữ kín mọi sự, nhưng trên đường về nhà cô em gái đã gặng hỏi khiến cho cô kể lại chuyện xảy ra với điều kiện là không được nói với ai. Nhưng Marie Antoinette mách lại cho mẹ biết. Bà Soubirous cho là chuyện bịa đặt nên đánh cho hai con gái một trận.

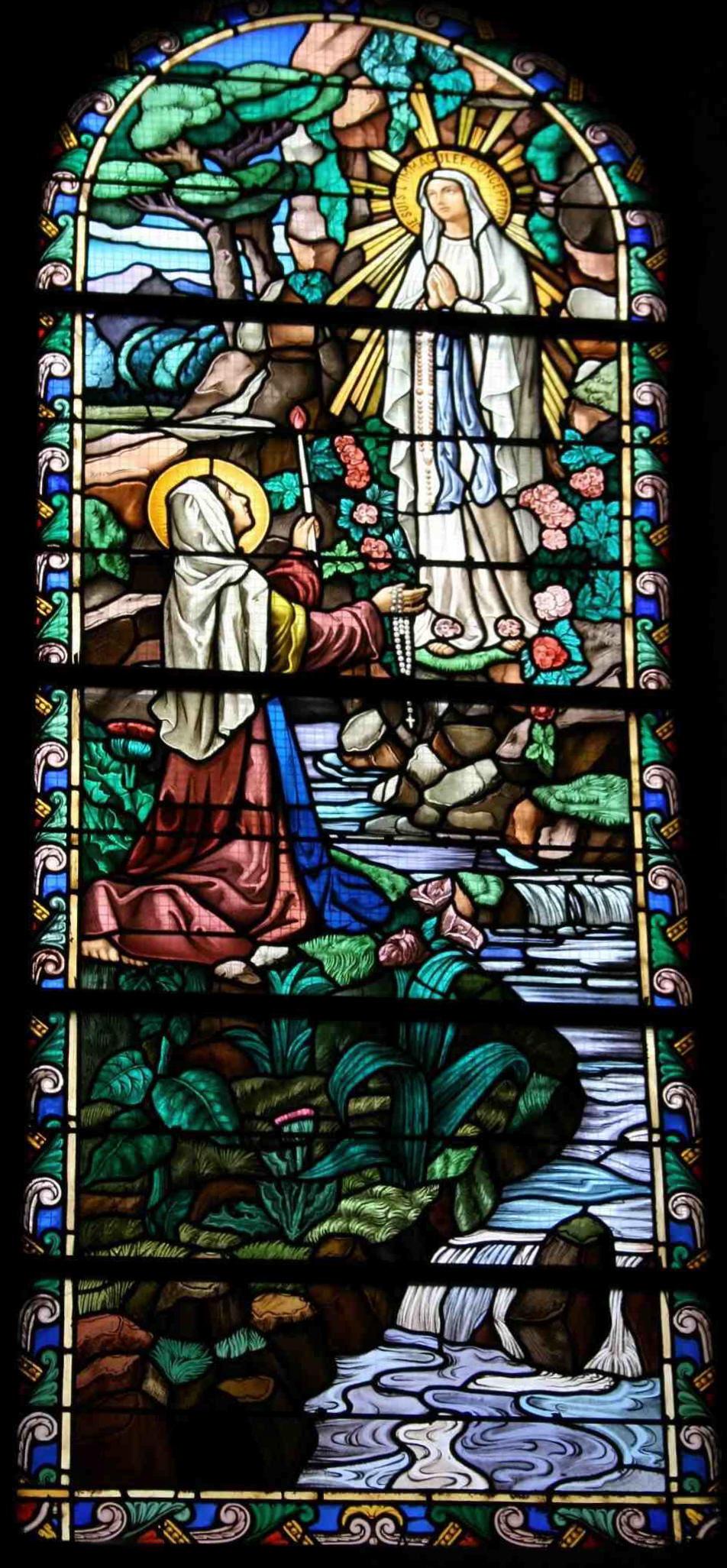
Bernadette chứng kiến sự xuất hiện của Đức Mẹ,tranh kính màu, Bonneval.

Ba ngày sau đó Bernadette quay trở lại hang đá cùng với em gái và cô bạn. Bernadette đem theo một chai nước thánh như 1 sự kiểm chứng. "Nếu bà ấy đến từ Thiên Chúa, bà ấy sẽ ở lại, còn nếu bà ấy là quỷ dữ, bà ấy sẽ phải đi". Lát sau Bernadette kêu lên: "Bà ở đó! Bà ở đó!". Cô đứng dậy, vội vã rảy nước thánh về phía bụi hồng và nói: "Nếu Bà đến nhân danh Thiên Chúa, thì xin hãy lại gần".
Ngày 18 tháng 2, lần đầu tiên Bà nói chuyện với Bernadette và xin cô hãy trở lại hằng ngày trong vòng 15 ngày kế tiếp. Đồng thời cũng yêu cầu Bernadette nói với các vị linh mục hãy xây cất lên một thánh đường ở đó. Bà còn nói với cô: "Ta không hứa cho con được hạnh phúc ở đời này nhưng đời sau".
Ngày 24 tháng 2, Bà yêu cầu Bernadette hãy cầu nguyện và sám hối thay cho các tội nhân. Ngày hôm sau bà bảo cô hãy uống nước ở rạch nước. Điều này khiến cho Bernadette bối rối vì chỉ có con sông Gave là dòng nước duy nhất ở đó. Nhưng bà ra dấu không phải sông mà là một tia nước nhỏ cạnh chỗ cô đang đứng: "Tôi chỉ thấy có một vài giọt nước, còn toàn là bùn. Tôi chụm tay lại để hớt lấy một chút nhưng không được, tôi liền cào đất lên. Tôi cố tìm lấy một ít giọt nước, nhưng mãi vào lần thứ bốn tôi mới có đủ lượng nước để uống".
Những người chứng kiến đã rất thất vọng khi thấy Bernadette bới đất nhưng rồi 1 dòng nước sạch từ đó chảy ra và nó đã nhanh chóng trở thành tâm điểm của những cuộc hành hương. Thông tin loan truyền từ vùng này qua vùng khác và người ta mang đến đây đủ thứ bệnh. Đã có nhiều bệnh nhân được ghi nhận là được chữa khỏi một cách thần kỳ. Bảy trong số trường hợp đầu tiên được xác nhận là thiếu một cách giải thích thấu đáo về mặt y khoa bởi giáo sư Verges vào năm 1860. Người đầu tiên được chứng nhận như một "phép lạ" là một phụ nữ có cánh tay bị biến dạng bởi một vụ tai nạn.
Những điều này đã khiến Giáo hội và chính quyền hết sức quan tâm. Từ tháng 4 tới tháng 10 năm 1858, chính quyền cấm dân chúng đến hang đá, cấm bất cứ người nào lấy nước từ mạch Massabielle. Một hàng rào bằng ván gỗ sẽ được dựng vững chãi trước cửa hang để ngăn cản mọi người lui tới hang. Những người vi phạm sẽ phải chịu hình phạt theo luật định. Muốn đến hang đá phải có giấy phép của hoàng đế Napoléon III .
Trong các cuộc hiện ra, Bernadette Soubirous đã nhiều lần hỏi về tên của bà, song bà chỉ mỉm cười. Sau cùng ngày 25 tháng 3 với cánh tay giang ra và đôi mắt ngước lên trời, bà phán rằng bà là Đấng Vô Nhiễm Nguyên Tội. Bernadette Soubirous không hiểu kiểu nói "vô nhiễm nguyên tội" là gì. Vì thế cô đến gặp Linh mục và người này hiểu đó là Đức Mẹ Maria.
Ngày 7 tháng 4, những người có mặt trông thấy sự say mê của Bernadette như 1 sự xuất thần. Chính ngày đó bác sĩ Dozous đã quan sát thấy trong vòng 15 phút "phép lạ cây nến". Ngọn lửa của cây nến đã không gây ra vết cháy nào trên da thịt Bernadette trong lúc cô xuất thần và tham dự vào sự vô cảm. Lần cuối cùng vào ngày 16 tháng 7 năm 1858. Vì hang đá đã bị rào bởi lệnh của chính quyền, Bernadette cùng với dì Lucile và vài bạn gái đi đến bờ bên phải của sông Gave trong cánh đồng Ribère đối diện với hang đá. Tất cả quỳ gối và cầu nguyện. Sau một lúc Bernadette kêu lên: "Vâng, vâng, Mẹ đó! Mẹ mỉm cười với chúng ta và chào chúng ta bên trên hàng rào cản. Chưa bao giờ tôi thấy Mẹ đẹp như vậy". Đó lần cuối cùng được ghi nhận về việc Đức Mẹ hiện ra với Bernadette.

## Những cuộc hành hương

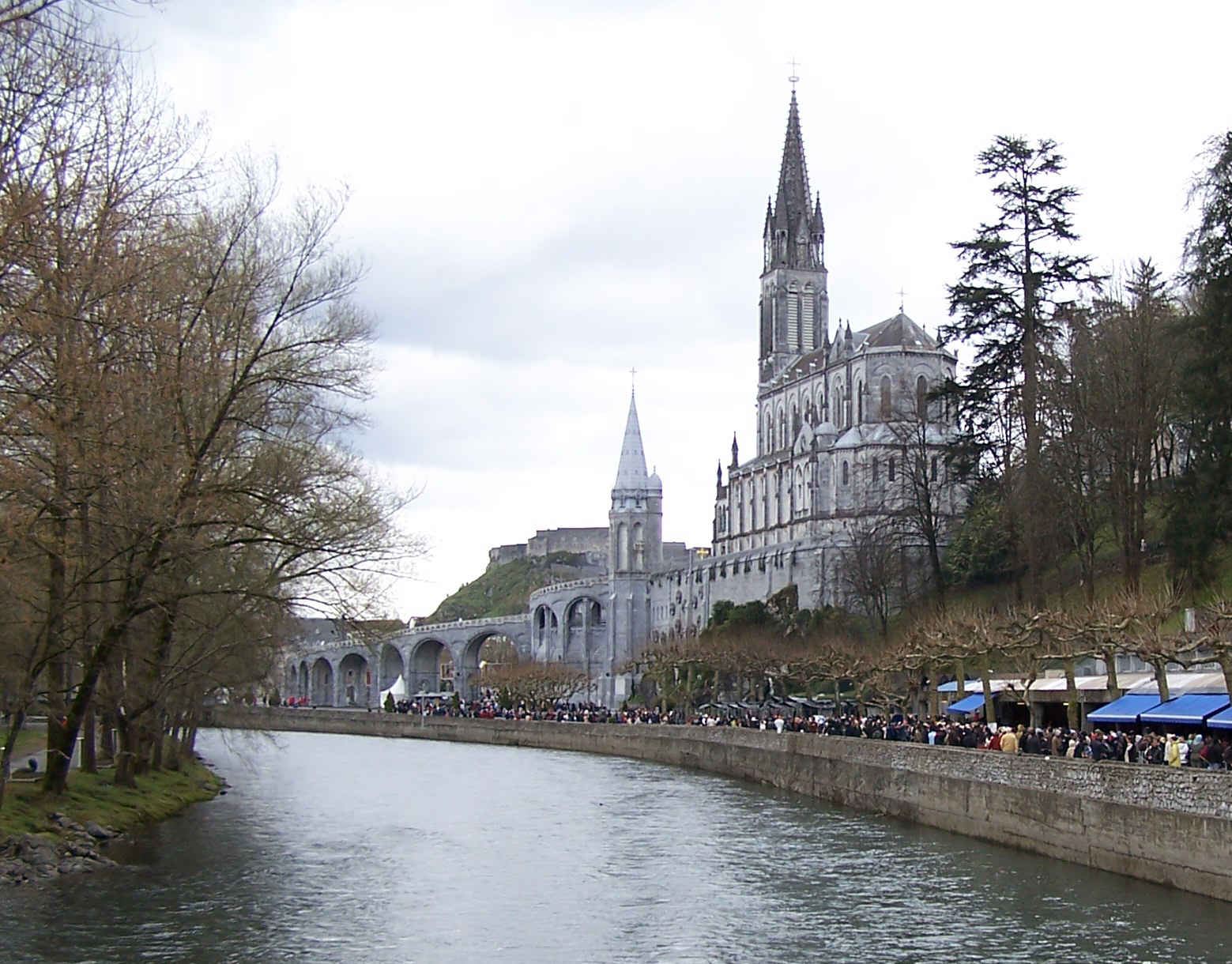
Vương cung thánh đường được xây dựng ở nơi Đức Mẹ hiện ra ở Lourdes

Ngày 19 tháng 11 năm 1858, Ủy ban điều tra của Tòa giám mục đến hang đá lần đầu tiên. Sau khi xem xét tỉ mỉ các biến cố, tìm hiểu về Bernadette cũng như các phép lạ lành bệnh xảy ra mà các tín hữu nhận được tại hang đá Đức Mẹ, vị giám mục thừa nhận tính cách đích thực của các lần hiện ra và tuyên bố: "Maria đã thực sự hiện ra với Bernadette Soubirous". Điều này đã thiết lập sự tôn kính dành cho Đức Mẹ Maria ở Lourdes, cùng với Fatima là hai linh địa được nhiều người ghé thăm nhất. Mỗi năm có từ 4-6 triệu khách du lịch hành hương từ khắp mọi nơi trên thế giới.
Cuộc hành hương chính thức đầu tiên được tổ chức ngày mùng 4 tháng 4 năm 1864 nhân dịp khánh thành và đặt bức tượng Đức Mẹ vào hang đá trong sự hiện diện của 20.000 khách hành hương. Tượng bằng đá cẩm thạch Carrara do ông Joseph-Hugues Fabish người Lyon tạc. Tháng 5 năm 1866, hang Massabielle được làm phép.
Khi đường xe lửa nối liền Lộ Đức với Bayonne năm 1867 và với Toulouse vào năm 1868, các cuộc hành hương bằng xe lửa bắt đầu. Cuốn sách của ông Henri Lasserre tựa đề "Đức Mẹ Lourdes" xuất bản năm 1869 và được dịch ra 80 thứ tiếng khác nhau, đã làm cho sự kiện Lourdes được nhiều người biết đến hơn và do đó các cuộc hành hương với số lượng ngày càng lớn hơn.
Đặc biệt sau khi nước Pháp thua trận trong Chiến tranh Pháp - Phổ, các cuộc hành hương ngày càng lớn. Vào tháng 10 năm 1872 có "cuộc hành hương cờ". Năm 1873 có cuộc hành hương toàn quốc cầu nguyện và đền tội, người ta còn tổ chức các chuyến xe lửa chở các bệnh nhân đi hành hương Lourdes.
Từ 1-3 tháng 7 năm 1876 có lễ thánh hiến Vương cung thánh đường và đội triều thiên cho tượng Đức Mẹ bởi Giáo hoàng Piô IX. Ngày 16 tháng 7 năm 1883 kỷ niệm 25 năm Đức Mẹ hiện ra và lễ đặt viên đá đầu tiên xây Vương cung thánh đường Mân Côi. Trong năm đó đã có 230 cuộc hành hương. Năm 1908 kỷ niệm 50 năm Đức Mẹ hiện ra có 157 cuộc hành hương, trong đó 76 cuộc hành hương là của các tín hữu đến từ nước ngoài, tổng cộng có hơn 1 triệu người.

## Suối nước Lourdes
Nước suối Lourdes được phân tích lần đầu tiên ngày 7 tháng 8 năm 1858 và cho thấy nó là nước bình thường. Nhà hóa học Filhon, giáo sư Đại học Toulouse liệt kê các thành phần hóa chất của nước. Bao gồm đầy đủ cả: Carbonat, clorat, silicat, calcium, sắt, mangesium, phosphor, amomiac, pồ-tạt và các muối khoáng khác.
"Từ những phân tích trên, chúng tôi kết luận: Mẫu nước mạch Lourdes không có gì đặc biệt, chỉ là nước uống bình thường, nó không chứa đựng chất nào chữa bệnh cả. Hiệu quả chữa bệnh của nó mà người ta gán cho không nằm trong nước. Tối thiểu nền văn minh khoa học hiện đại xác minh như vậy. Các muối khoáng tan trong nước không có chi khác biệt với nước uống bình thường khác. Uống nước này không gây hiệu quả có hại hoặc có lợi nào cả".

## Các phép lạ

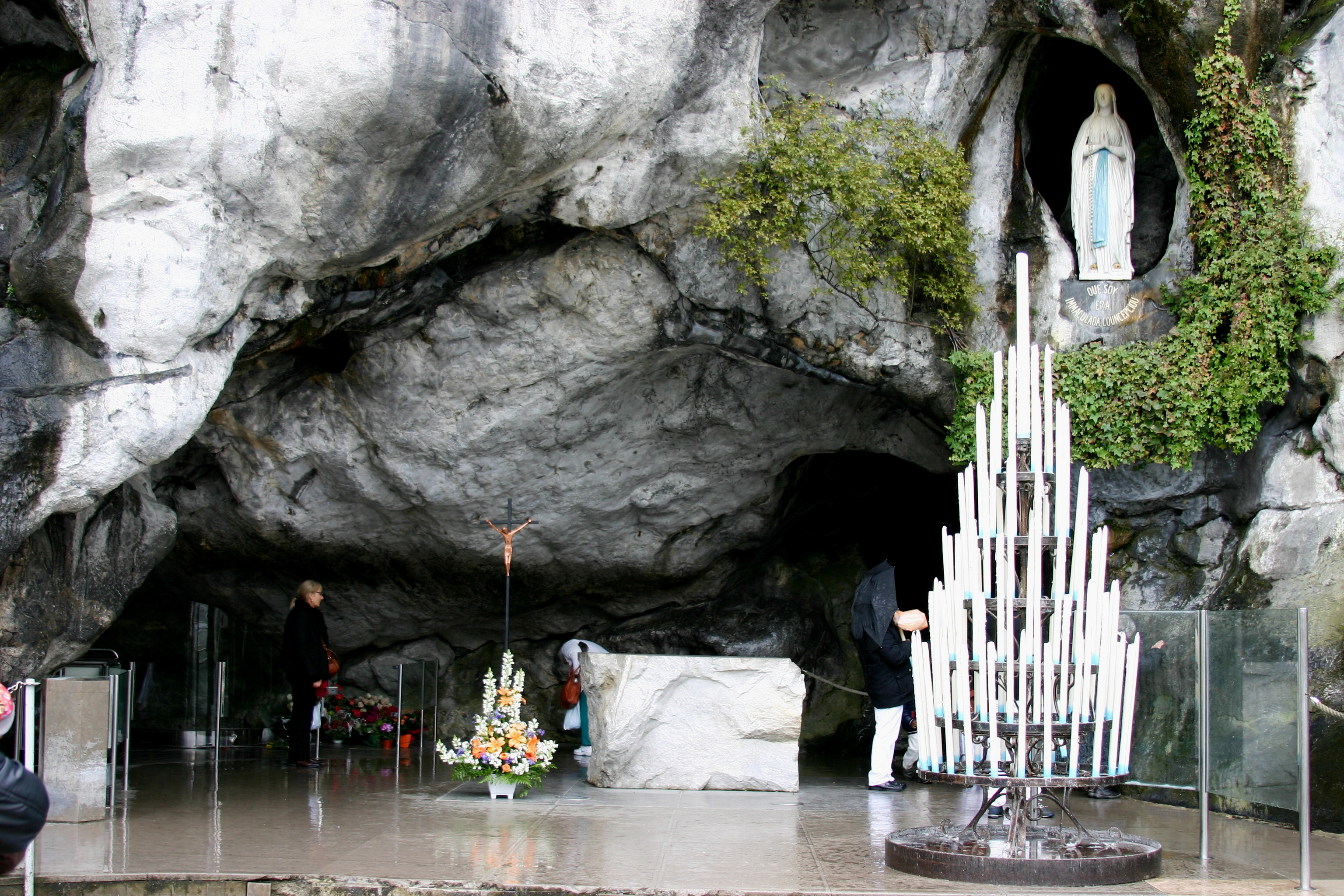
Người dân cầu nguyện trước tượng Đức Mẹ Lộ Đức

Năm 1882, một ủy ban khoa học với mục đích nghiên cứu và xác nhận các phép lạ tại Lourdes được thành lập. Tiếp đó, văn phòng quan sát y khoa do Giáo hoàng Piô X thành lập năm 1905. Văn phòng này dựa theo các tiêu chuẩn được định nghĩa bởi Hồng y Lamberti, tức Giáo hoàng Biển Đức XIV tương lai. Nó hoàn toàn được làm việc về mặt chuyên môn y khoa chứ không chịu quyền kiểm soát của giáo hội.
Làm việc trong văn phòng này có các bác sĩ chuyên môn không phân biệt tôn giáo. Họ quan sát ghi nhận các vụ khỏi bệnh lạ lùng và trình lên Ủy ban y khoa quốc tế xác nhận. Nếu thấy đó là các vụ khỏi bệnh không thể nào giải thích được trên bình diện y khoa theo các hiểu biết hiện thời. Tiếp đến sau khi có các thẩm định khác Giáo hội có thể khẳng định việc lành bệnh là một phép lạ.
Các điều kiện được đưa ra bao gồm:
- Việc chẩn bệnh ban đầu phải được kiểm thực và xác nhận không có sự nghi ngờ nào.
- Căn bệnh phải được coi là không thể chữa trị được nữa theo các hiểu biết y khoa hiện hành.
- Việc khỏi bệnh phải liên quan tới một lần viếng thăm Lourdes, có thể không đòi phải dìm mình trong nước suối.
- Việc khỏi bệnh phải tức khắc, với việc chấm dứt nhanh chóng các triệu chứng hay các dấu hiệu của bệnh.
- Việc khỏi bệnh phải hoàn toàn, không còn có các dấu vết khó chịu.
- Việc khỏi bệnh phải vĩnh viễn, không mắc lại.

Cho tới nay trên tổng số 7.000 vụ khỏi bệnh không thể giải thích được trên bình diện y khoa, tuy nhiên chỉ có 68 trường hợp khỏi bệnh tại Lourdes được Giáo hội chính thức thừa nhận là phép lạ. Các phép lạ được công nhận ở Lourdes là một trong những nơi ít gây tranh cãi nhất trong thế giới Công giáo. Tất cả các bác sĩ phù hợp với chuyên môn có quyền truy cập không giới hạn vào các dữ liệu và các văn bản của Cục Y tế Lourdes bao gồm cả các trường hợp đã được công nhận chính thức là phép lạ và các trường hợp chưa. Các trường hợp khỏi bệnh đều được đưa ra thảo luận công khai và đưa lên các phương tiện truyền thông vào thời điểm đó. Tuy nhiên, có một vài trường hợp lúc đầu cơ quan y tế xác định chắc chắn là không thể lý giải được hóa ra không phải là phép lạ, bởi vì bệnh xuất hiện trở lại trong những năm sau đó.

## Vị trí trong Giáo hội Công giáo

### Xác nhận phép lạ

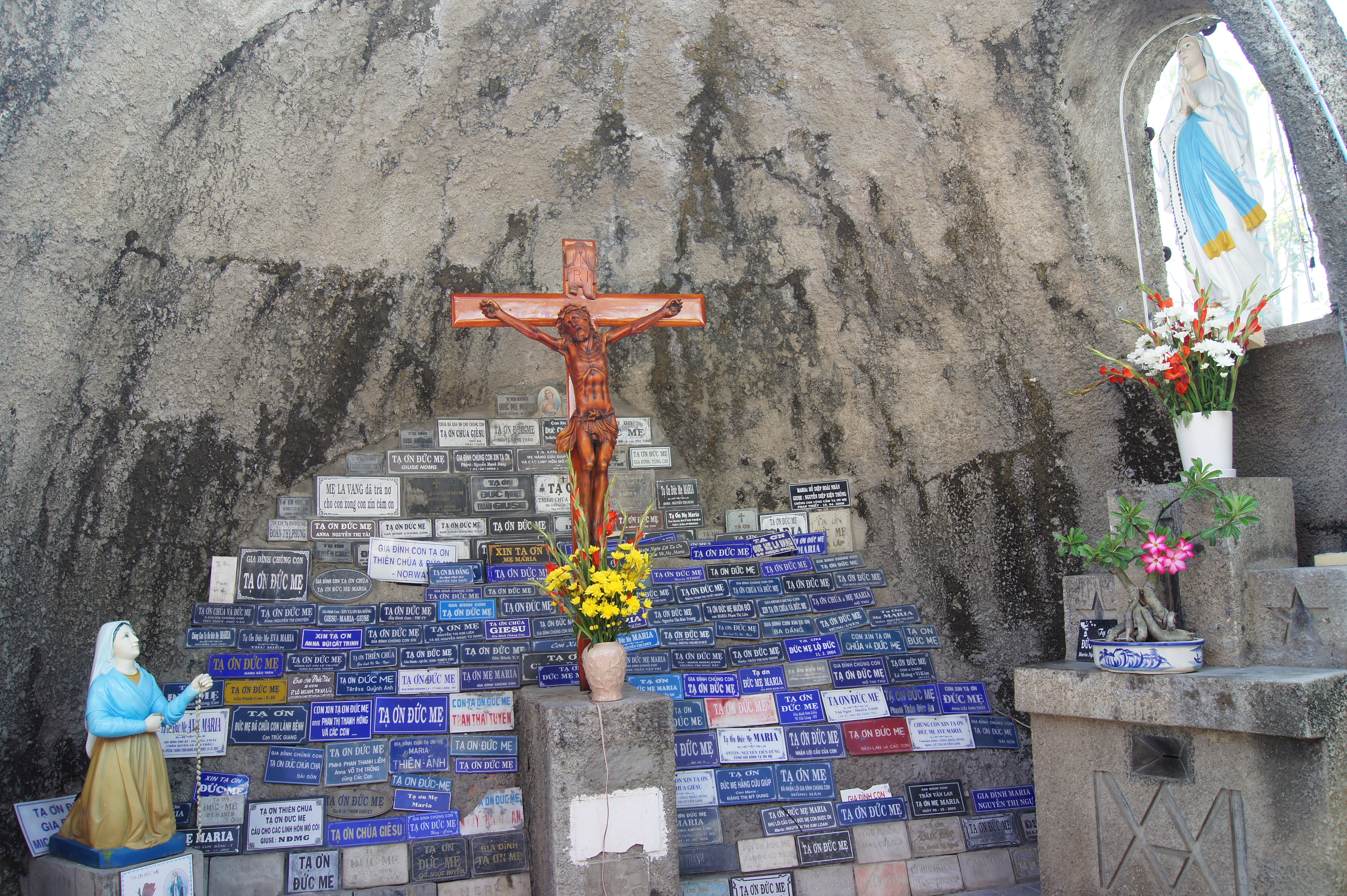
Hang Đức Mẹ Lộ Đức và thánh Bernadette ở Nhà thờ núi Nha Trang, Việt Nam

Ngày 18 tháng 1 năm 1862, Giám mục Tarbes-Lourdes tuyên bố là sự lạ Bernadette đã được thị kiến là đúng sự thật, đáng tin:"Chúng tôi lấy căn cứ từ một ủy ban bao gồm các nhà trí thức, thánh thiện, có học vấn và các linh mục giàu kinh nghiệm đã tiến hành các câu hỏi với những đứa trẻ, nghiên cứu các sự kiện, kiểm tra tất cả mọi thứ và cân nhắc kỹ lưỡng các bằng chứng. Chúng tôi cũng đã liên lạc về giới khoa học, và sau cùng chúng tôi tin rằng các cuộc hiện ra là siêu nhiên và thần thánh. Quả thực, những gì Bernadette trông thấy là Đức Trinh Nữ. Niềm tin của chúng tôi dựa trên lời tường thuật của Bernadette, nhưng còn trên tất cả những điều đã xảy ra, không có cách lý giải nào khác hơn là sự can thiệp của Thiên Chúa".
Do các cuộc hiện ra chỉ với tư cách cá nhân nên người Công giáo không bắt buộc phải tin chúng là sự thật. Nhưng trong niềm tin Công giáo, như Bernadette đã nói: "Người ta phải có niềm tin và cầu nguyện, nước sẽ không nhiệm mầu nếu không có đức hạnh và không có lòng tin". .

### Lễ kính
Năm 1890, Giáo hoàng Lêô XIII ban phép mừng lễ Đức Mẹ Lourdes trong Giáo phận Tarbes. Lễ này đã được Giáo hoàng Piô X chính thức đưa vào lịch phụng vụ vào năm 1907, lễ được cử hành vào ngày 11 tháng 2, là ngày Đức Mẹ hiện ra lần đầu tiên.
Lễ Đức Mẹ Lourdes ban đầu là lễ kính được cử hành trong toàn Giáo hội, nhưng sau cuộc cải cách phụng vụ của Công đồng Vaticanô II chỉ còn là lễ nhớ không bắt buộc .

### Lời cầu nguyện
Lời cầu nguyện sau đây được người Công giáo sử dụng nhằm tôn kính Đức Mẹ Lourdes:
"Lạy Mẹ Maria, Mẹ Thiên Chúa, Đấng Trinh nữ vô nhiễm nguyên tội. Mẹ đã hiện ra 18 lần với thánh Bernadette tại hang đá Lộ Đức để nhắc nhở các Kitô hữu về sự thật mà Tin Mừng đòi hỏi. Mẹ kêu gọi chúng con cầu nguyện, sám hối, tham dự Thánh Thể và sống đời sống của Hội thánh. Để đáp lại lời kêu cầu của Mẹ, con xin dâng hiến thân xác con cho con Mẹ là Đức Giêsu. Xin hãy làm cho con sẵn lòng thực hiện những gì Người dạy bảo. Nhiệt thành trong đức tin, thánh hóa trong việc làm, tận tâm với những người đau yếu, an ủi người đau khổ, giải hòa giữa mọi người và cho thế giới được hòa bình. Tất cả những điều con kêu cầu, con tin rằng sẽ được Mẹ nhận lời. Chúc tụng Maria, Mẹ Thiên Chúa, Đấng Đầu Thai Vô Nhiễm Nguyên Tội, Đức Mẹ Lộ Đức, cầu nguyện cho chúng con. Thánh Bernadette, cầu cho chúng con".

### Các giáo hoàng với Lộ Đức
Trong 150 năm qua, các Giáo hoàng luôn dành sự quan tâm đặc biệt đối với sự kiện Đức Mẹ hiện ra tại Lourdes.
Tín điều "Đức Mẹ vô nhiễm nguyên tội" được Giáo hoàng Piô IX xác định vào ngày 8 tháng 12 năm 1854 qua sắc chỉ Ineffabilis Deus; Denzinger 2803:
| “ | "Ta tuyên bố, công bố và xác định rằng: tín lý theo đó Đức Trinh Nữ rất thánh Maria, từ giây phút đầu tiên được tượng thai, nhờ ơn thánh đặc biệt và đặc ân của Thiên Chúa toàn năng và dự ứng công nghiệp của Chúa Giêsu Kitô, Đấng Cứu Thế của nhân loại, đã được gìn giữ khỏi mọi vết nhơ của tội nguyên tổ, là tín lý được Thiên Chúa mạc khải và, do đó, phải được mọi tín hữu tin một cách chắc chắn và mãi mãi" | ” |

Năm 1907, Giáo hoàng Piô X lập lễ Đức Mẹ Lộ Đức khắp thế giới. Cũng trong năm đó ông ban hành thông điệp Pascendi Dominici Gregis đặc biệt nhấn mạnh đến việc tôn kính Đức Maria tại Lộ Đức. Giáo hoàng Piô XI, khi làm tổng giám mục Milan đã đến viếng thăm Lộ Đức. Ông là người đã tôn phong Bernadette lên hàng chân phước vào năm 1925 và lên hàng hiển thánh vào năm 1933. Năm 1958 kỷ niệm 100 năm Đức Mẹ hiện ra tại Lộ Giáo hoàng Piô XII muốn đến Lộ Đức để cử hành thánh lễ nhân cuộc hành hương của Phong trào Công nhân công giáo tiến hành Pháp.

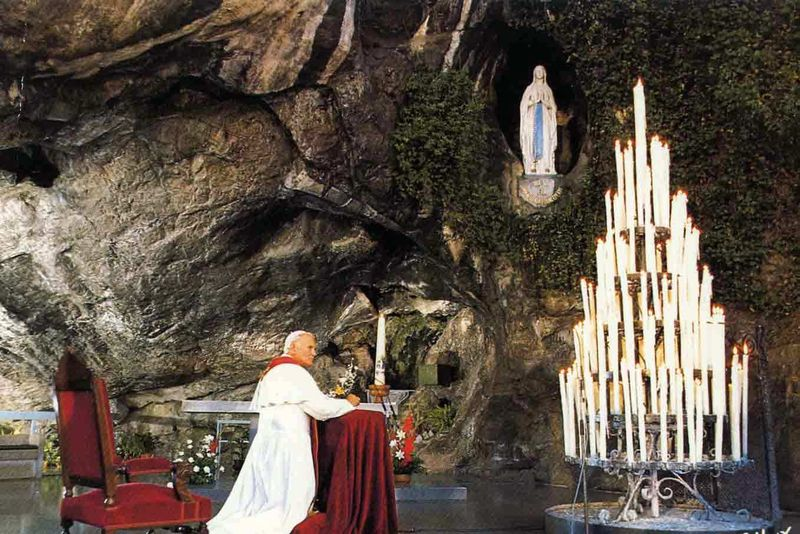
Gioan Phaolô II trong chuyến viếng thăm Lộ Đức năm 1983

Giáo hoàng Gioan Phaolô II đã đến thăm Lourdes ba lần và là nơi ông đến tông du cuối cùng trước khi qua đời. Năm 2004 trong cuộc viếng thăm Lourdes, ông nói:
| “ | "Từ tảng đá ở động Massabielle, Vị Trinh Nữ này đã hiện ra với Bernadette. Tỏ mình ra như Đấng đầy ơn phúc của Thiên Chúa, Mẹ đã kêu gọi thống hối và nguyện cầu. Mẹ đã chỉ cho Bernadette một mạch nước, và xin em uống mạch nước này. Mạch nước mới mẻ ấy đã trở thành một trong những biểu hiệu của Lộ Đức: một biểu hiệu của sự sống mới được Chúa Kitô ban cho tất cả những ai hướng về Người. Kitô Giáo thực sự là một suối nước sự sống, và Mẹ Maria là người bảo hộ đầu tiên của suối nước này. Mẹ chỉ nó cho tất cả mọi người thấy, bằng cách kêu mời họ từ bỏ cái kiêu hãnh của mình mà học sống khiêm hạ, nhờ đó họ mới có thể kín múc được tình thương của Con Mẹ và từ đó mới cùng nhau hoạt động cho bừng lên một nền văn minh yêu thương". | ” |

Giáo hoàng Biển Đức XVI đến thăm Lourdes vào dịp kỷ niệm 150 năm Đức Mẹ hiện ra vào tháng 9 năm 2008.

## Tầm nhìn khác
Phép lạ là sự kiện quan trọng trong Kinh Thánh Kitô giáo và do đó là một phần sự mặc khải của Thiên Chúa cho các tín hữu trung tín. Tuy nhiên, sự ra đời của chủ nghĩa duy lý và khoa học xã hội luôn cố gắng tìm kiếm lời giải thích một cách tự nhiên cho các phép lạ nói chung và đặc biệt là sự kiện Lourdes nói riêng.
Có những ý kiến cho rằng, có những hình ảnh tương tự với Đức Mẹ Lourdes đã được mô tả từ trước đó. Bernadette đã mô tả sự xuất hiện của người phụ nữ là uo Petito damizelo ("một người con gái nhỏ bé") vào khoảng 12 tuổi. Bernadette nhấn mạnh rằng hình ảnh xuất hiện không cao hơn mình. Chỉ cao khoảng 1,40m, Bernadette có dáng hình nhỏ bé của 1 trẻ em thiếu sự chăm sóc đầy đủ.
Bernadette mô tả hình ảnh trong các cuộc hiện ra là một người con gái mặc áo choàng trắng dài với một dây thắt màu xanh quấn quanh eo. Trên thực tế đây là đồng phục của một nhóm sinh hoạt tôn giáo được gọi là Trẻ em của Đức Maria mà Bernadette đã không được phép tham gia (mặc dù cô đã được nhận vào sau khi các cuộc hiện ra). Dì của Bernarde là thành viên của nhóm này trong thời gian dài.
Bức tượng hiện đang được đặt trong hang đá Massabielle được tạc bởi nhà điêu khắc người Lyon Joseph-Hugues Fabisch vào năm 1864. Mặc dù bức tượng đã trở thành biểu tượng của Đức Mẹ Lourdes trên khắp thế giới nhưng kích thước của bức tượng hoàn toàn không giống với những mô tả của Bernadette, nhưng phù hợp với hình ảnh truyền thống về Maria. Khi nhìn thấy bức tượng, Bernadette đã tỏ ra thất vọng sâu sắc với hình ảnh mà cô đã gặp.
Có nhiều cuộc được cho là sự hiện ra của Đức Maria xảy ra ở nhiều lứa tuổi và nền văn hóa khác nhau. Những mô tả của Bernadette có những nét tương đồng với các cuộc hiện ra khác trước đó. Có khả năng Bernadette đã biết đến những thông tin này, và thậm chí có thể đã bị ảnh hưởng để thêu dệt thành những mô tả của mình.
Vào năm 1846 (trước sự kiện Lourdes 12 năm), ở xóm nhỏ hẻo lánh tên La Salette cách Lourdes chừng vài km, hai mục đồng là Mélanine Máthieu, 14 hoặc 15 tuổi, và Maximin Giraud, 11 tuổi đã mô tả việc nhìn thấy một vòng tròn ánh sáng lớn sau đó là hình ảnh Đức Maria và một thánh đường đã được xây dựng ở đây.
Đặc biệt là một cuộc hiện ra vào đầu thế kỷ XVI (năm 1515), ở gần Garaison (một phần của Monléon-Magnoac) một bé gái 12 tuổi tên là Anglèze de Sagazan đã gọi hình ảnh mình nhìn thấy là Đức Maria. Câu chuyện của Anglèze có nhiều nét tương đồng với Bernadette, cô là một cô gái ngoan đạo nhưng cực kỳ ít học và nghèo khổ. Giống như Bernadette, cô là người duy nhất có thể nhìn thấy Đức Mẹ (những người khác dường như nghe thấy âm thanh lạ). Tuy nhiên phép màu được tạo ra nghiêng về việc cung thấp thực phẩm cho người nghèo khổ hơn là chữa lành bệnh tật như tại Lourdes. Tại thời điểm xảy ra cuộc hiện ra với Bernadette, Garaison là một trung tâm của các cuộc hành hương và lòng sùng kính đối với Mẹ Maria.